# Scrubs – Die Anfänger/Staffel 2
Die zweite Staffel der US-amerikanischen Fernsehserie Scrubs – Die Anfänger feierte ihre Premiere am 26. September 2002 auf dem Sender NBC. Die deutschsprachige Erstausstrahlung sendete der deutsche Free-TV-Sender ProSieben vom 24. Februar 2004 bis zum 6. September 2005.

## Darsteller
| Figur                            | Darsteller       | Deutscher Sprecher       |
| -------------------------------- | ---------------- | ------------------------ |
| Dr. John Michael „J. D.“ Dorian  | Zach Braff       | Kim Hasper               |
| Dr. Elliot Reid                  | Sarah Chalke     | Ranja Bonalana           |
| Dr. Christopher Duncan Turk      | Donald Faison    | Sebastian Schulz         |
| Carla Espinosa                   | Judy Reyes       | Tanja Geke               |
| Dr. Percival Ulysses „Perry“ Cox | John C. McGinley | Bernd Vollbrecht         |
| Dr. Robert „Bob“ Kelso           | Ken Jenkins      | Friedrich Georg Beckhaus |
| Der Hausmeister                  | Neil Flynn       | Thomas Nero Wolff        |
| Nebendarsteller                  |                  |                          |
| Schwester Laverne Roberts        | Aloma Wright     | Regina Lemnitz           |
| Dr. Todd „The Todd“ Quinlan      | Robert Maschio   | Björn Schalla            |
| Theodore „Ted“ Buckland          | Sam Lloyd        | Hans Hohlbein            |
| Jordan Sullivan                  | Christa Miller   | Andrea Kathrin Loewig    |
| Dr. Doug Murphy                  | Johnny Kastl     | Bernhard Völger          |
| Dr. Phillip Wen                  | Charles Chun     | Viktor Neumann           |

## Episoden
| Nr. (ges.) | Nr. (St.) | Deutscher Titel          | Originaltitel               | Erstausstrahlung USA | Deutschsprachige Erstausstrahlung (D) | Regie             | Drehbuch                                           |
| --- | --------- | ------------------------ | --------------------------- | -------------------- | ------------------------------------- | ----------------- | -------------------------------------------------- |
| 25 | 1         | Mein Rundumschlag        | My Overkill                 | 26. Sep. 2002        | 24. Feb. 2004                         | Adam Bernstein    | Bill Lawrence                                      |
| Seit Jordan die Geheimnisse der anderen ausgeplaudert hat, ist die Stimmung sehr schlecht. J. D. fürchtet sich vor Dr. Cox, weil er erfahren hat, dass er mit Jordan geschlafen hat. Elliot versucht J. D. aus dem Weg zu gehen, weil sie nicht weiß, wie sie mit ihren Gefühlen zu J. D. umgehen soll. Carla ist wütend auf Turk, weil er ihr nicht gesagt hat, dass Dr. Cox in sie verliebt war und Cox ist wütend auf Dr. Kelso, weil er ihn wegen des Jobs an der Nase herumgeführt hat. Aber irgendwie merken sie alle, dass es nichts bringt, da sie zu gut miteinander befreundet sind und weiterhin zusammenarbeiten müssen. |           |                          |                             |                      |                                       |                   |                                                    |
| 26 | 2         | Mein Nachtdienst         | My Nightingale              | 3. Okt. 2002         | 2. März 2004                          | Craig Zisk        | Eric Weinberg                                      |
| J. D., Turk und Elliot haben erstmals zusammen Nachtdienst ohne dass ein Oberarzt anwesend ist. Dabei merken sie, dass es gar nicht so einfach ist, Entscheidungen selbst zu treffen. Zuerst sind sie ratlos und überfordert, doch Carla hilft ihnen in die richtige Richtung, denn sie müssen dringend entscheiden, wie sie einen schwer kranken Patienten weiter behandeln. Dr. Cox kämpft immer noch mit seinen Gefühlen zu Jordan. Er möchte gerne wieder mit ihr zusammen sein, doch sie will nur, wenn er beweist, dass er sich zum Guten geändert hat. Aber er versagt schon beim ersten Mal, als er es unter Beweis stellen soll. |           |                          |                             |                      |                                       |                   |                                                    |
| 27 | 3         | Mein Ticket nach Reno    | My Case Study               | 10. Okt. 2002        | 16. März 2004                         | Michael Spiller   | Gabrielle Allan                                    |
| Dr. Kelso stellt dem Assistenzarzt, der ihm den interessantesten Fall liefert, eine Reise nach Reno an einen Kongress in Aussicht. Weil J. D. befürchtet, dass Dr. Cox ein solches Engagement nicht gutheißt, will er zunächst nicht teilnehmen. Aber die Patientin, die er mit ihm behandelt, hat eine außergewöhnliche Krankheit. Immer wenn Dr. Kelso seinen Hochzeitstag hat, ist er gut gelaunt und offen für Anfragen zu neuer Ausrüstung. Turk verpasst den Termin und versucht sein Glück am nächsten Tag, dabei kommt er dahinter, dass Dr. Kelso immer geflunkert hat. Elliot sucht krampfhaft nach Gemeinsamkeiten mit Carla, damit ihre Freundschaft besser wird. Aber damit macht sie sich bei Carla zu keiner besseren Freundin. Dabei sollte sie es einfach auf sich zukommen lassen. |           |                          |                             |                      |                                       |                   |                                                    |
| 28 | 4         | Meine große Klappe       | My Big Mouth                | 17. Okt. 2002        | 9. März 2004                          | Paul Quinn        | Mark Stegemann                                     |
| Elliot hat das Gefühl, dass Dr. Cox sie nicht als richtige Ärztin wahrnimmt. Deshalb will sie von ihm besonders schwierige Fälle anvertraut bekommen. Dr. Cox gibt ihr deshalb schlechte Diagnosen, die sie überbringen muss. J. D. merkt, dass er nicht viel über Carla weiß, sie aber alles über ihn. Also versucht er ihr Vertrauen zu gewinnen. Aber als er ein Geheimnis von ihr ausplaudert ist es vorbei mit der Freundschaft. Der beste Assistent der Chirurgie kann mit Dr. Kelso nach Mexiko reisen. Eigentlich wäre dies Bonnie, aber Kelso entscheidet sich für Turk, weil es seiner Meinung nach keine Frau sein darf. |           |                          |                             |                      |                                       |                   |                                                    |
| 29 | 5         | Mein Kittel              | My New Coat                 | 24. Okt. 2002        | 23. März 2004                         | Marc Buckland     | Matt Tarses                                        |
| J. D. findet, wenn er einen weißen Kittel trägt, ist das gut für sein Ego. Aber Dr. Cox zeigt ihm, dass damit auch mehr Verantwortung verbunden ist und man keine Fehler mehr machen darf. Dabei verunsichert Cox J. D. bei einer Diagnose so sehr, dass er zu zweifeln beginnt. Das hätte er besser nicht gemacht, denn er hatte recht. Elliot hat einen One-Night-Stand mit einem anderen Arzt, dabei leidet ihr Image im Krankenhaus gewaltig, weil sie es nicht für sich behalten kann. |           |                          |                             |                      |                                       |                   |                                                    |
| 30 | 6         | Mein großer Bruder       | My Big Brother              | 31. Okt. 2002        | 30. März 2004                         | Michael Spiller   | Tim Hobert                                         |
| Dan, J. D.s älterer Bruder, ist zu Besuch. Doch J. D. hat nicht wirklich Freude daran, weil er sich für ihn schämt, da er in seinem Leben nicht viel erreicht hat. Doch Dan zeigt J. D., dass man auch mit wenig zufrieden sein kann. Turk wettet mit Dr. Cox darauf, ob ein Patient überlebt. Dies hätte er lieber nicht getan, denn Dr. Cox nutzt dies um Turk ziemlich zu blamieren, weil dies geschmacklos ist. Da Halloween ist, haben sich viele Mitarbeiter kostümiert. Dr. Kelso findet dies nicht nötig und lustig. Vor allem eine Person in einem Gorilla-Kostüm veranstaltet ein Chaos. J. D. vermutet den Hausmeister dahinter, dabei ist es Dr. Kelso selbst. |           |                          |                             |                      |                                       |                   |                                                    |
| 31 | 7         | Mein erster Schritt      | My First Step               | 7. Nov. 2002         | 6. Apr. 2004                          | Lawrence Trilling | Mike Schwartz                                      |
| Die attraktive Pharmazie-Vertreterin Julie stattet dem Krankenhaus einen Besuch ab. Jeder wünscht sich insgeheim ein Abenteuer mit ihr, aber sie steht auf Dr. Cox. Er hat aber Hemmungen, sich einzulassen. Carla hat Mühe damit, dass sie ‚nur eine Krankenschwester‘ ist. Turk schlägt ihr vor, eine Weiterbildung zu machen. Sie hat aber Angst davor und will ihre freie Zeit lieber mit Turk verbringen. Elliot fragt J. D. wegen ihrer Patientin um Rat. Er schlägt ihr vor, abzuwarten. Sie entscheidet dann aber anders, die Patientin stirbt während der Operation. Zunächst hat sie Angst, sie hätte einen Fehler gemacht, aber Dr. Kelso lobt sie dafür, etwas riskiert zu haben. Dabei wird J. D. klar, dass er Angst davor hat, etwas zu entscheiden und den ersten Schritt zu machen. |           |                          |                             |                      |                                       |                   |                                                    |
| 32 | 8         | Mein Pudding             | My Fruit Cups               | 14. Nov. 2002        | 21. Sep. 2004                         | Ken Whittingham   | Janae Bakken                                       |
| Die Beziehung zwischen Dr. Cox und Julie entwickelt sich bis plötzlich Jordan auftaucht, sichtlich schwanger. Sie behauptet zwar, das Kind sei nicht von Cox, aber sie wünscht sich, dass er zu ihr zurückkommt. Weil das Geld immer knapp ist, klauen die Mitarbeiter vieles: Pudding, Toilettenpapier oder Kleidung. Turk arbeitet nachts noch in der städtischen Klinik, wofür er 300 Dollar bekommt. Als die Chefärztin ihn fragt, ob er noch jemanden kenne, der helfen könnte, fragt er J. D., erzählt ihm aber, dass der Job 200 Dollar einbringt. J. D. kommt hinter den Schwindel. Elliot erhält Besuch von ihrem Vater, der ihr einen Job in der Gynäkologie verschaffen will. Als Elliot aber ablehnt, dreht er ihr den Geldhahn zu. |           |                          |                             |                      |                                       |                   |                                                    |
| 33 | 9         | Mein Glückstag           | My Lucky Day                | 5. Dez. 2002         | 28. Sep. 2004                         | Lawrence Trilling | Debra Fordham                                      |
| Elliot hat nun definitiv kein Geld mehr und muss ausziehen. Gleichzeitig bekommt sie Probleme im Krankenhaus, weil sie von einem Patienten verklagt wird, dem sie eine falsche Diagnose gestellt hat. Dies nagt alles sehr an ihrem Selbstvertrauen und sie braucht von Ted einen Stoß in die richtige Richtung um zu merken, dass es nun Zeit ist, selbst Verantwortung zu übernehmen. J. D. hat wieder Glück bei einer Diagnose gehabt und ist dadurch in einem Hoch und meint nun, er sei der Beste. Dr. Cox stört sich daran und bietet J. D. ein Duell an: zwei Patienten mit denselben Symptomen brauchen eine Diagnose und jeder kümmert sich um einen Patienten. Dummerweise stirbt der Patient von J. D., was ihm zu schaffen macht. Er spioniert in den Unterlagen von Dr. Cox und stellt fest, dass er seinen Patienten gleich behandelt hat. Dies verunsichert ihn und Dr. Cox merkt, dass das Selbstbewusstsein von J. D. schwindet. Da klärt er ihn darüber auf, dass es einfach Pech war, dass sein Patient starb und er alles richtig gemacht hat. Carla meint, sie müsse sich in die Beziehung von Dr. Cox und Jordan einmischen, weil sie findet, Jordan sei nicht die Richtige für ihn. Aber Jordan zeigt ihr auf, dass sie zuerst selbst schauen muss, ob alles in ihrer Beziehung mit Turk richtig läuft. |           |                          |                             |                      |                                       |                   |                                                    |
| 34 | 10        | Mein Monster             | My Monster                  | 12. Dez. 2002        | 5. Okt. 2004                          | Gail Mancuso      | Angela Nissel                                      |
| Elliot ist zu stolz, das Angebot von J. D. anzunehmen und bei ihm einzuziehen. Deshalb wohnt sie zuerst im Krankenhaus. Doch Dr. Kelso vertreibt sie rasch, als er sie im Bereitschaftsraum vorfindet. So ist sie gezwungen im Lieferwagen zu wohnen, in dem immer noch ihre Möbel sind, weil sie keine Zeit für die Einlagerung hatte. Dr. Cox bietet Jordan an, bei ihm einzuziehen. Er bereut es aber schnell, weil ihn Jordan mit ihren Schwangerschafts-Stimmungsschwankungen wahnsinnig macht. Doch plötzlich bekommt sie gesundheitliche Probleme. J. D. hatte schon lange keine Freundin mehr und will nun mit Lisa, der Mitarbeiterin des Geschenkshops, ein Date. Alles läuft gut, bis er merkt, dass er zu sehr von der Arbeit eingenommen wird, dass seine Potenz darunter leidet. Turk ist so gestresst, dass er Carla Versprechungen macht, die er dann nicht einhalten kann. So merken Dr. Cox, J. D. und Carla, dass sie selbst etwas dagegen machen müssen. Als Elliot dann doch bei J. D. einzieht, kehrt auch seine Potenz zurück. |           |                          |                             |                      |                                       |                   |                                                    |
| 35 | 11        | Meine Bettbeziehung      | My Sex Buddy                | 2. Jan. 2003         | 12. Okt. 2004                         | Will Mackenzie    | Neil Goldman & Garrett Donovan                     |
| Weil ihre letzte Beziehung gescheitert ist, beschließen Elliot und J. D., dass es dieses Mal eine reine Sexbeziehung ist. Doch J. D. stellt schnell fest, dass dies nicht das ist, was er eigentlich will. Aber da für Elliot nichts anderes in Frage kommt, schläft sie wieder auf dem Sofa. Turk versucht Elliot in ihrer Krise zu helfen, die sie hat, seit sie ihre Wohnung verloren hat. Er versucht, zu viel Arbeit von ihr fernzuhalten. Da er aber nicht gefragt hat, geht der Schuss nach hinten los. Carla hat Probleme damit, wenn sie den Patienten keine richtige Antwort geben kann. So verspricht sie Sachen, die danach nicht eingehalten werden können. Als Dr. Kelso dies mitbekommt erteilt er ihr eine Lektion. |           |                          |                             |                      |                                       |                   |                                                    |
| 36 | 12        | Meine neue alte Freundin | My New Old Friend           | 9. Jan. 2003         | 19. Okt. 2004                         | Chris Koch        | Gabrielle Allan                                    |
| J. D. kämpft immer noch mit seinen Gefühlen zu Elliot, da sie ihm aber die kalte Schulter zeigt, verabredet er sich wieder mit Lisa. Da wird der Lieferwagen von Elliot mit all ihrem Hab und Gut gestohlen. Sie tut so, als ob ihr das nichts ausmacht. J. D. merkt dabei nicht, dass sie nun einen Freund gebrauchen könnte, mit dem sie darüber sprechen kann. Dr. Cox und Carla behandeln einen Stammgast, der sie wegen seiner Hypochondrie in den Wahnsinn treibt. Als ihn Dr. Cox mit einer Biopsie noch zusätzlich quälen will, stoßen sie durch Zufall darauf, dass er einen seltenen Krebs hat. Dr. Cox beschuldigt daraufhin Carla, sie sei schuld daran, dass er zu weit gegangen ist, weil sie ihn früher vor solchen Fehlern bewahrt hat. Er führt dies darauf zurück, dass ihre Freundschaft gelitten hat. Turk will einer frisch operierten Patienten nicht so wie Dr. Kelso angeordnet hat den Führerschein wegnehmen, weil er Mitleid mit ihr hat. Dabei merkt er nicht, dass sie ihn angelogen hat. Also muss Dr. Kelso Turk vor Augen führen, dass viele Patienten lügen, wenn es um ihre Gesundheit geht, was Turk gar nicht gefällt. |           |                          |                             |                      |                                       |                   |                                                    |
| 37 | 13        | Meine Theorie            | My Philosophy               | 16. Jan. 2003        | 26. Okt. 2004                         | Chris Koch        | Matt Tarses & Tim Hobert Idee: Bill Lawrence       |
| Turk möchte Carla einen Heiratsantrag machen und plant alles minutiös. Doch in dem Moment, als er sie fragen will, erhält sie einen Anruf ihrer Mutter, dass ihre Tante gestorben ist. Damit ist die Sache für Turk geplatzt und Carla leert das Champagnerglas mit dem Ring in den Abfluss. Doch Turk nimmt trotz aller Widrigkeiten allen Mut zusammen um Carla doch noch zu fragen. Elliot will endlich eine getrennte Garderobe für Frauen, doch Dr. Kelso will lieber sein Büro vergrößern, da der Nebenraum frei geworden ist. Doch Ted gibt Elliot den entscheidenden Tipp, wie sie Dr. Kelso dazu bringt, doch zuzustimmen. Eine nette junge Patientin von J. D., die auf ein Spenderherz wartet, ist wieder im Krankenhaus. J. D. macht ihr Mut, dass alles gut gehen würde. Gleichzeitig muss er zusammen mit Dr. Cox einer schwangeren Frau mit Herzproblemen helfen. Dabei kommt es zu Komplikationen, doch sie können Mutter und Kind retten. Kurz darauf stirbt aber die andere Patientin, was J. D. ziemlich aus der Bahn wirft. |           |                          |                             |                      |                                       |                   |                                                    |
| 38 | 14        | Mein modernes Wissen     | My Brother, My Keeper       | 23. Jan. 2003        | 26. Okt. 2004                         | Michael Spiller   | Eric Weinberg                                      |
| Carla hat immer noch nicht ja zum Antrag von Turk gesagt, als sein Bruder Kevin zu Besuch kommt. J. D. und Turk wollen eigentlich herausstreichen, dass er ein toller Familienmensch ist und Carla damit überzeugen. Leider funktioniert dies nicht, weil Kevin zur Überraschung aller verkündet, dass er in Scheidung lebt. J. D. braucht einen Tapetenwechsel und arbeitet mit Dr. Townshend, einem alten Freund von Dr. Kelso, zusammen. Bald fällt ihm auf, dass der nach uralten Methoden behandelt. Als J. D. deswegen ein Fehler passiert, nimmt es Dr. Townshend bei Dr. Kelso auf sich. Aber dies passt J. D. nicht, er übernimmt vor Dr. Kelso die Verantwortung. Dies bringt für Dr. Townshend Probleme mit sich. Elliot bekommt zufällig das Geschlecht von Jordans Kind mit, obwohl Jordan es nicht wissen will. Aber Dr. Cox würde dies schon interessieren. Elliot nutzt ihr Wissen aber aus, um von Dr. Cox endlich anständig behandelt zu werden. |           |                          |                             |                      |                                       |                   |                                                    |
| 39 | 15        | Seine Geschichte         | His Story                   | 30. Jan. 2003        | 2. Nov. 2004                          | Ken Whittingham   | Bonnie Schneider & Hadley Davis                    |
| Als Carla mit Elliot am Abend in einer Bar etwas trinkt lernt Elliot Paul kennen, der auch im Krankenhaus arbeitet. Sie meint natürlich, er sei Arzt und erschrickt umso mehr als sie ihn am nächsten Tag antrifft, denn er ist ein Pfleger. Nun hat sie damit ein Problem, weil es in den Augen der Anderen nicht standesgemäß ist. Aber sie merkt bald, dass die Liebe stärker ist und sie die Meinung der Anderen nicht interessiert. Dr. Cox hat Streit mit seinem Psychiater Dr. Gross, weil er seine Ratschläge nicht umsetzt und seine cholerischen Anfälle nicht in den Griff bekommt. Turk ist es leid, darauf zu warten bis Carla ja sagt und fragt sie deswegen nicht mehr. Zufällig merkt er, dass die Bedienung im Restaurant auf ihn steht und will gerade ein Date mit ihr machen, als Carla anruft, weil sie ihn dringend sprechen will. So fragt sie ihn, ob er sie heiraten will. |           |                          |                             |                      |                                       |                   |                                                    |
| 40 | 16        | Mein Karma               | My Karma                    | 20. Feb. 2003        | 29. Aug. 2005                         | Marc Buckland     | Janae Bakken & Debra Fordham                       |
| Als J. D. und Turk auf dem Dach des Krankenhauses Golfabschläge üben, gerät ein Schlag daneben und man hört Geräusche eines Unfalls. Später muss J. D. einen Patienten behandeln, der einen Autounfall hatte, weil ein Golfball seine Frontscheibe getroffen hat. J. D. weiß nicht, ob er dem Patienten sagen soll, dass er das war. Da danach lauter komische Sachen passieren, meint er nun, das liege am schlechten Karma, weil er nicht ehrlich war. Der Tag von Jordans Entbindung steht bevor. Als sie mit J. D. alleine im Zimmer ist, verrät sie ihm, dass Dr. Cox der Vater ist, verpflichtet ihn aber dazu, ihm nichts zu sagen. Die Beziehung zwischen Elliot und Paul läuft soweit gut, nur mit dem Sex hat es noch nicht geklappt. Elliot ist gehemmt, weil sie Angst hat, dass Paul erfährt, dass sie ein wenig verrückt ist. Carla rät ihr, offen damit umzugehen. Also spricht Elliot mit Paul darüber. |           |                          |                             |                      |                                       |                   |                                                    |
| 41 | 17        | Mein Coach               | My Own Private Practice Guy | 13. März 2003        | 29. Aug. 2005                         | Marc Buckland     | Angela Nissel & Mark Stegemann                     |
| J. D. ist beeindruckt vom Belegarzt Dr. Peter Fisher. Er gibt J. D. auch einen Tipp, wie er gegenüber Dr. Cox bestehen kann, wenn der wieder einen Wutanfall hat. Denn Dr. Cox war einst Mentor von ‚Petie‘ während dessen Ausbildung. Doch dann findet J. D. heraus, dass er auch der Grund war, weshalb sich Dr. Cox von Jordan scheiden ließ. Carlas Selbstbewusstsein ist gerade sehr schlecht, denn seit sie mit Turk verlobt ist findet sie, dass ihre Attraktivität geschwunden ist, nicht einmal Todd macht mehr anzügliche Sprüche – bis Carla ihren Ring auszieht. Dr. Kelso vermiest Turk und Todd das Basketballspielen, weil er seinen Wagen direkt unter dem Korb parkt. So revanchiert sich Turk, indem er den Spielautomaten außer Betrieb setzt, an dem Dr. Kelso aktuell den Highscore hält. Der Hausmeister ist sehr nett zu Elliot, was J. D. eifersüchtig macht, weil er ihm gegenüber genau das Gegenteil ist. |           |                          |                             |                      |                                       |                   |                                                    |
| 42 | 18        | Meine scharfe Koma-Braut | My T.C.W.                   | 20. März 2003        | 31. Aug. 2005                         | Adam Bernstein    | Bill Lawrence                                      |
| Nachdem J. D. mit Rowdy (seinem ausgestopften Hund) Küssen geübt hat und Carla dies nicht für sich behalten konnte, bekommt er von Dr. Cox nun Hunde- statt Frauennamen. Der hat aber selbst noch andere Probleme, weil Jordan sich nicht mehr für ihn, sondern nur noch für das Baby interessiert. Elliot hat auch Probleme in ihrer Beziehung zu Paul, weil sie alles bestimmen will. Und Carla kommt dahinter, was damals mit ihrem Verlobungsring passiert ist, weil der junge Patient, der ihn damals verschluckt hat, sich verplappert. J. D. entwickelt Gefühle zur Frau eines Komapatienten, doch nach dem ersten Date merkt er, dass es für ihn falsch ist und sie auch nicht wirklich bereit ist. Gleichzeitig bekommt er Probleme mit den chinesischen Mitarbeitern des Krankenhauses, weil ihn der Hausmeister reingelegt hat und er eine nicht sehr nette Aussage über Chinesen gemacht hat. |           |                          |                             |                      |                                       |                   |                                                    |
| 43 | 19        | Mein Größenwahn          | My Kingdom                  | 27. März 2003        | 1. Sep. 2005                          | Michael Spiller   | April Pesa                                         |
| J. D. leistet ein Praktikum in der Chirurgie, dabei setzt er die Freundschaft zu Turk aufs Spiel, weil er krampfhaft versucht, Aufmerksamkeit in der speziellen Gruppe zu gewinnen. Dabei merkt er zunächst aber nicht, wie er sich selbst zum Affen macht. Als Dr. Kelso zum wiederholten Male seine Verachtung gegenüber seinen Mitarbeitern zeigt und danach in die Ferien geht, spielt ihm Dr. Cox einen üblen Streich, der zum Schluss ziemlich aus dem Ruder läuft. Elliot löst ihre Beziehung zu Paul auf, weil sie sich nicht getraut ihm zu erklären, dass das ‚ich liebe dich‘ nicht ihm, sondern der CD ‚The Joshua Tree‘ von U2 gegolten hat. |           |                          |                             |                      |                                       |                   |                                                    |
| 44 | 20        | Meine Interpretation     | My Interpretation           | 3. Apr. 2003         | 2. Sep. 2005                          | Will Mackenzie    | Neil Goldman & Garrett Donovan Idee: Mike Schwartz |
| Turk hat neuerdings Sexträume mit Elliot. Er ist einerseits fasziniert darüber, andererseits weiß er nicht, wieso. Auf jeden Fall will er nicht, dass Carla es erfährt. Aber er erzählt es Elliot, weil er mit jemandem darüber sprechen muss. Über Umwege bekommt es Carla dann doch mit und Turk ist erstaunt darüber, wie locker sie damit umgeht. Der Komapatient von J. D. ist gestorben und er geht zur Beerdigung um die Witwe Jamie, in die er immer noch verliebt ist, zu trösten. Dabei landen sie im Hinterzimmer und haben Sex. J. D. findet es nach wie vor nicht richtig, aber es ist nun passiert. Als er dann einsieht, dass dies einzig Jamies Entscheidung ist, ob sie schon wieder eine Beziehung eingehen will, vermasselt er sein Eingeständnis. Dr. Cox versucht immer noch Gefühle zum Baby von Jordan aufzubauen, weil er nach wie vor nicht weiß, dass er der Vater ist. Er erzielt einen kleinen Erfolg damit, dass sich Jordan für den Namen entscheidet, den er insgeheim wollte: der Junge heißt Jack. |           |                          |                             |                      |                                       |                   |                                                    |
| 45 | 21        | Mein Drama               | My Drama Queen              | 10. Apr. 2003        | 5. Sep. 2005                          | Michael Spiller   | Will Berson                                        |
| Nachdem Jamie und J. D. sich doch noch gefunden haben, findet er, dass es schon schnell langweilig wird. Er spricht mit Elliot darüber, sie ist sich sicher, dass Jamie eine Drama-Queen ist, der nun die Spannung und das Verrückte fehlt. So beginnt sich J. D. deswegen zu verstellen. Carla erhält die Nachricht, dass ihre Mutter gestorben ist. Da sie nun sehr traurig ist und sich einsam fühlt, fragt Turk sie, was er tun könne. Sie will, dass sie sofort heiraten. Der Pfarrer des Krankenhauses wäre bereit, sie zu trauen, aber als sie vor ihm stehen, merkt Turk, dass es nicht das ist, was Carla wirklich will. Also verspricht er ihr, dass sie die Hochzeit bekommt, die sie sich immer gewünscht hat. Dr. Kelso hat Probleme mit den häufigen Klagen von Patienten, die von den Assistenzärzten schlecht behandelt wurden. Deshalb müssen sie einen Kurs besuchen. Da Dr. Cox meint, dies betreffe ihn nicht, macht er einen übergewichtigen Patienten mit wüsten Beschimpfungen fertig. Dr. Kelso bekommt das mit und verdonnert ihn dazu, den Kurs mit den Assistenzärzten zu leiten. |           |                          |                             |                      |                                       |                   |                                                    |
| 46 | 22        | Mein Traumjob            | My Dream Job                | 17. Apr. 2003        | 6. Sep. 2005                          | Bill Lawrence     | Tim Hobert & Matt Tarses                           |
| J. D. und Turk erhalten Besuch von ihrem alten Kumpel Spence. Nach einer durchzechten Nacht verplappert sich Spence vor Dr. Cox bezüglich der Vaterschaft von Baby Jack. Der ist aber komischerweise gar nicht wütend auf J. D., sondern auf Jordan, weil sie ihn so lange an der Nase herumgeführt hat. Für ihn ist das keine Basis für eine Beziehung. Doch Jordan nervt ihn so lange mit ihrer Anwesenheit, bis er fast nicht mehr anders kann. Als J. D. ihm dann noch sagt, dass er ihn für einen guten Vater hält, kapituliert er. Dr. Kelso will Elliot fertigmachen, weil sie ihn versehentlich mit einer Spritze verletzt hat. Sie hat Angst vor den Folgen, weil sie sich nicht stark genug fühlt. Auch Ted kann ihr nicht helfen. Doch dann springt der wieder vor Selbstbewusstsein strotzende Dr. Cox in die Bresche und verpasst Dr. Kelso einen Faustschlag. Er findet nämlich, dass Elliot in der Zwischenzeit eine gute Ärztin geworden ist. |           |                          |                             |                      |                                       |                   |                                                    |

## DVD-Veröffentlichung
In den Vereinigten Staaten wurde die DVD zur zweiten Staffel am 15. November 2005 veröffentlicht. In Deutschland ist die DVD zur zweiten Staffel seit dem 13. Oktober 2005 erhältlich.